# Знам'янка Друга
Знам'янка Друга — селище в Україні, у Знам'янській міській громаді Кропивницького району Кіровоградської області. Населення — 5184 осіб.
Місцева назва — Селище, повна назва — Знам'янка Друга в живому мовленні не вживається.

## Історія

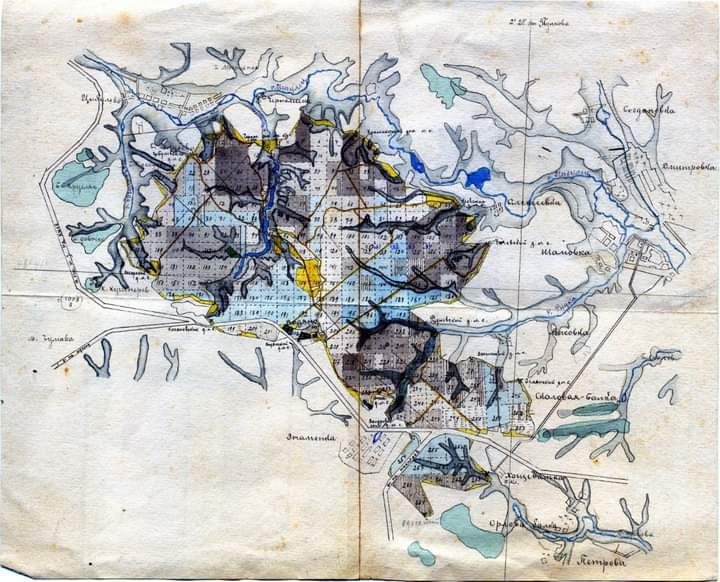
мапа кінця XIX століття

Селище засноване 1730 року переселенцями-старообрядцями з Росії, ймовірно зі Знам'янки Орловської губернії. Від нього походить назва залізничної станції та однойменного міста. Існує інша версія походження назви, згідно легенді під час воєн з Туреччиною у Чорному лісі була база загону запорозьких козаків що переховувався тут через переважаючу кількість військ противника. На одній з галявин козаки закопали свої клейноди: бунчук і знамено, а згодом загинули в бою. На честь надійно збереженого знамена, начебто, і з’явилася назва поселення .
У вересні 1920 року під час радянсько-української війни через Червоний терор тут відбулося велике антирадянське повстання, в якому взяли участь мешканці Знам'янки і найближчих сіл, повстанці Знам'янщини вояки УНР та формувань Холодноярської республіки .
У часи Голодомору-геноциду померло щонайменше 12 жителів селища .
У 1938 році населений пункт отримав статус селища міського типу.
2014 року у селі було демонтовано пам'ятник Леніну, натомість 2017 року на його місці було встановлено пам'ятник ліквідаторам наслідків Чорнобильської катастрофи .
17 липня 2020 року, в результаті адміністративно-територіальної реформи відокремлено від Олександрійського району та приєднано до складу Кропивницького району.
25 жовтня 2020 року селище, в ході децентралізації, увійшло до складу Знам'янської міської громади.
31 грудня 2022 року в селищі Знам'янка Друга відкритий рух автомобільним шляхопровом, який розташованим на магістралі міжнародного значення М30 (Стрий — Знам'янка — Ізварине) після капітальної реконструкції, в ході якої було розширено шляхопровід із семи до дев'яти метрів. Довжина мосту становить без насипів — 215 м, з насипами — до 400 м. По обидва боки від проїжджої частини облаштовані монолітні тротуари завширшки 180 см кожен. Рух мостом було перекрито 26 серпня 2021 року. На першу за понад 60 років реконструкцію з державного бюджету було виділено 210 млн гривень. На початку робіт рух мостом планували відновити у грудні 2021 року, але через дощову осінь було перенесено плани на весну 2022 року, та знову були призупинені роботи через широкомасштабне російське вторгнення в Україну.

## Населення

### Мова
Розподіл населення за рідною мовою за даними перепису 2001 року:
| Мова            | Кількість | Відсоток |
| --------------- | --------- | -------- |
| українська      | 3098      | 53.28%   |
| російська       | 2675      | 46.00%   |
| ромська         | 12        | 0.21%    |
| білоруська      | 10        | 0.17%    |
| вірменська      | 10        | 0.17%    |
| румунська       | 5         | 0.09%    |
| німецька        | 2         | 0.03%    |
| інші/не вказали | 3         | 0.05%    |
| Усього          | 5815      | 100%     |

## Галерея

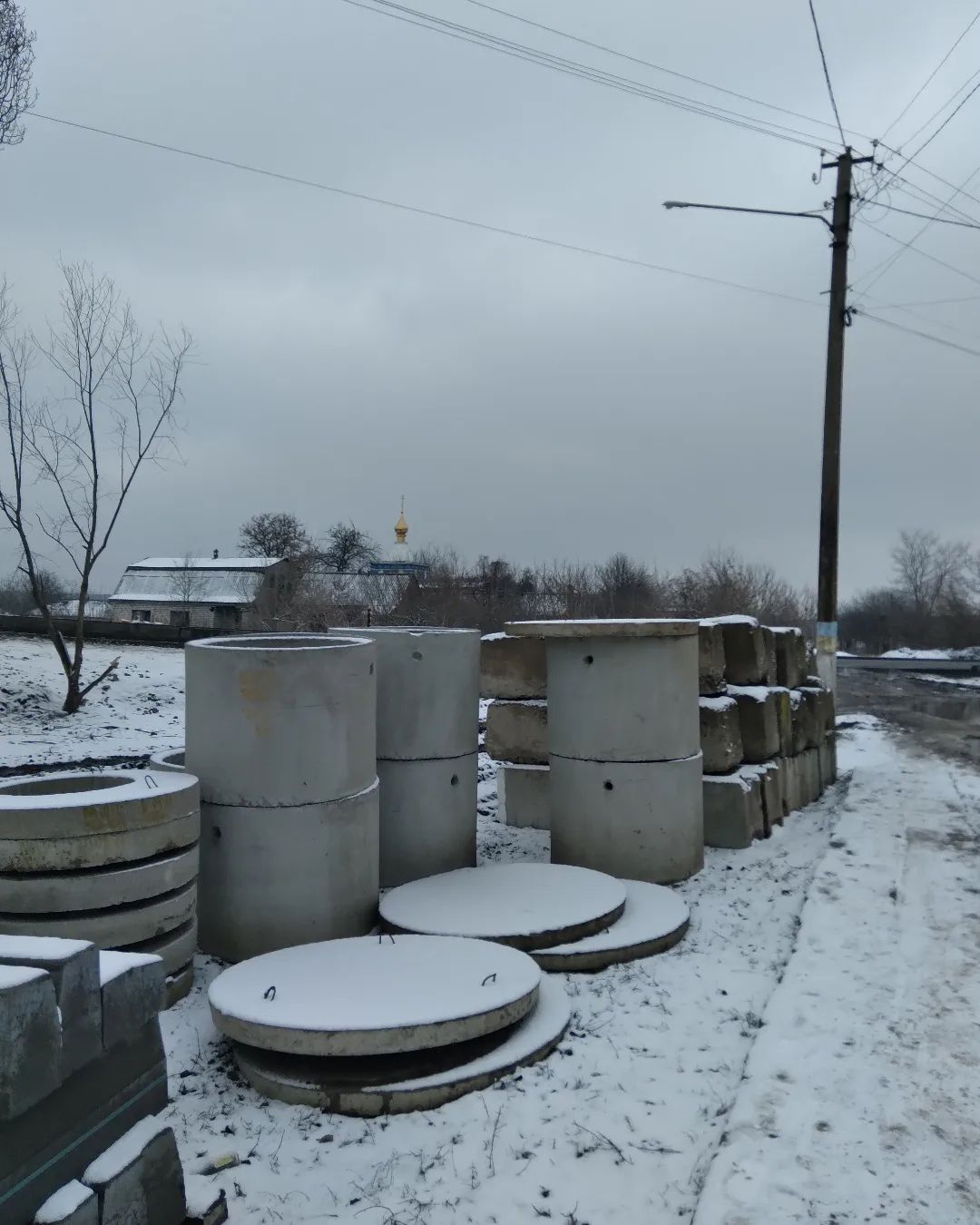
церква у Знам'янці Другій

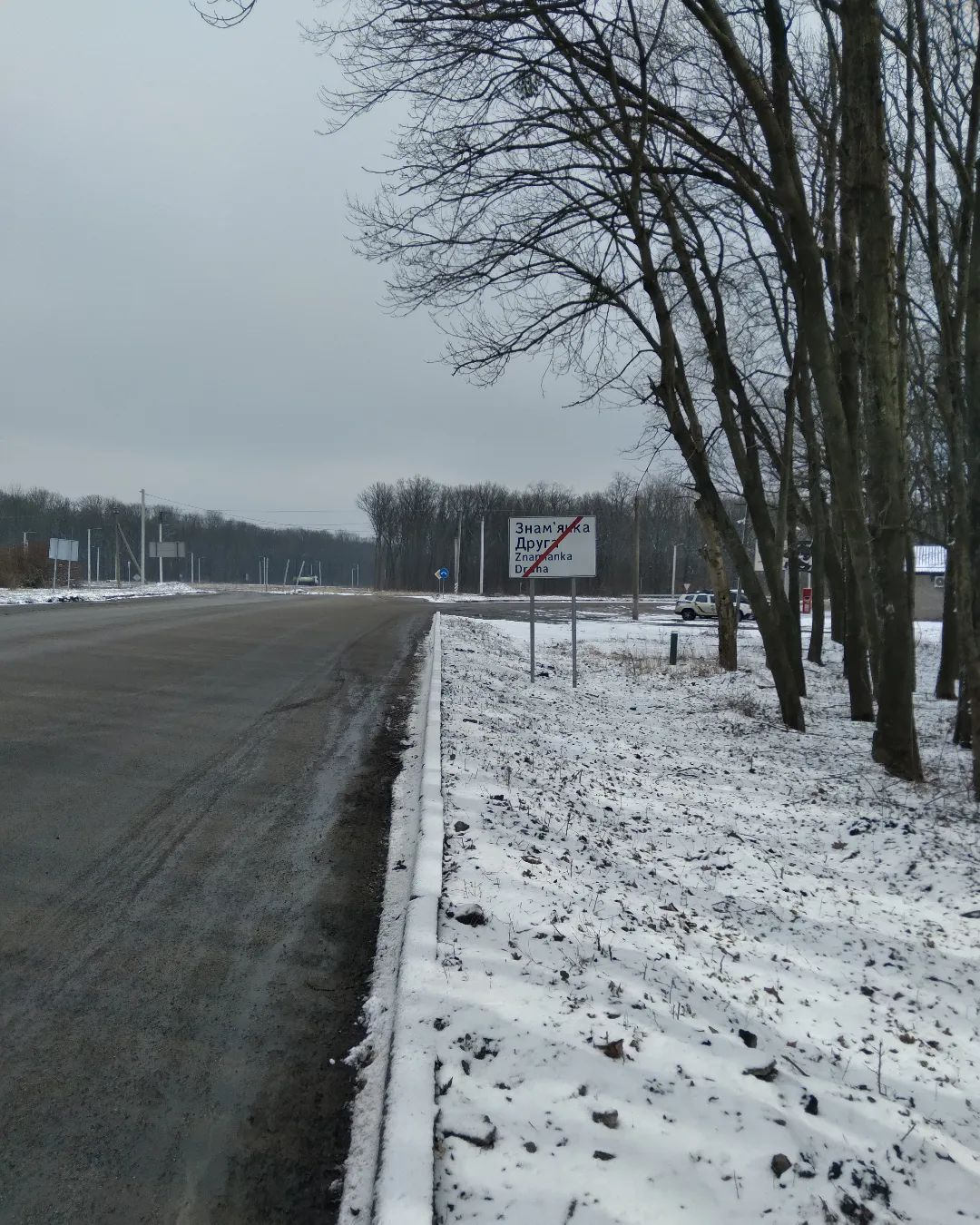
табличка на виїзді з селища

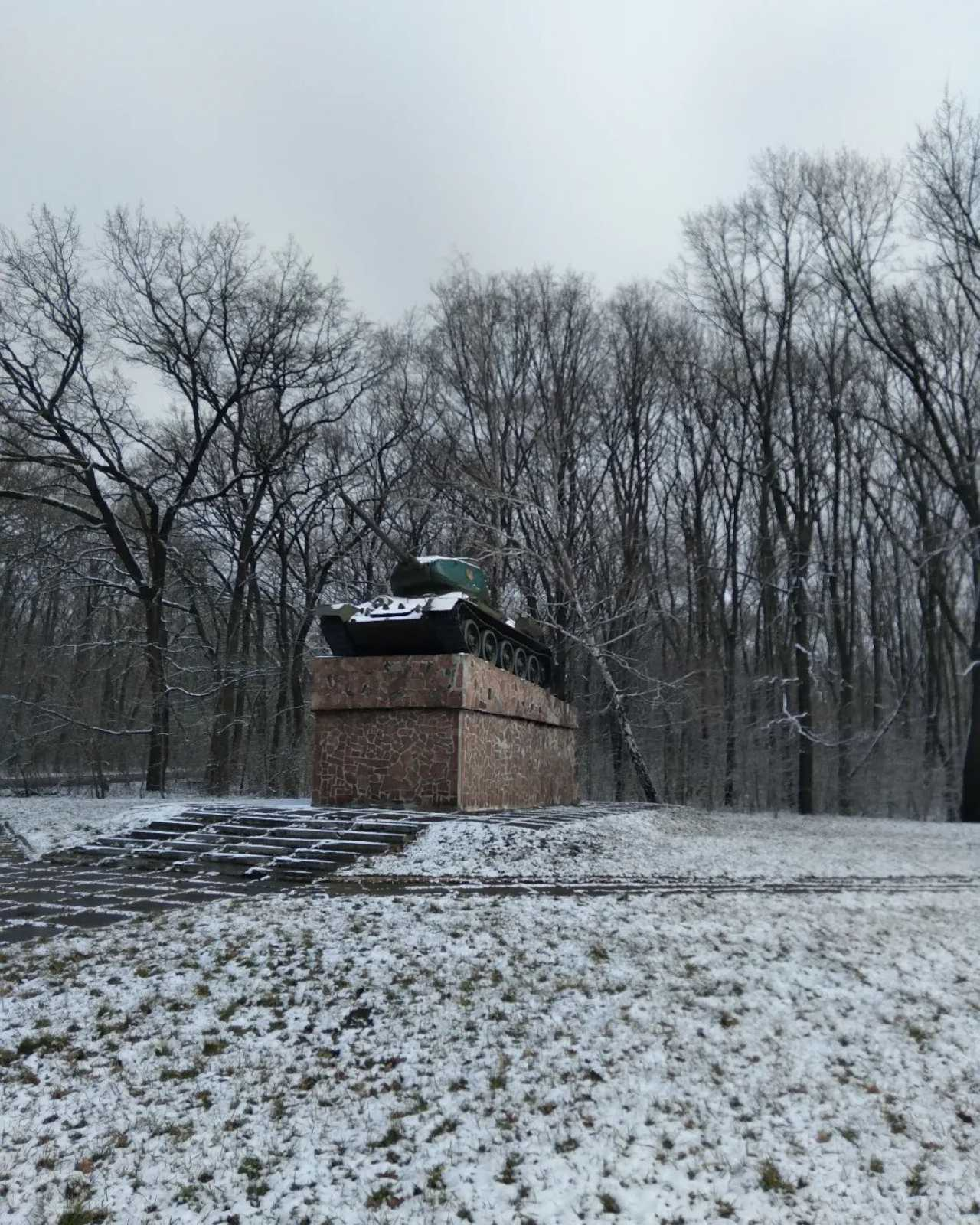
пам'ятник танку між Знам'янкою Другою і містом Знам'янка

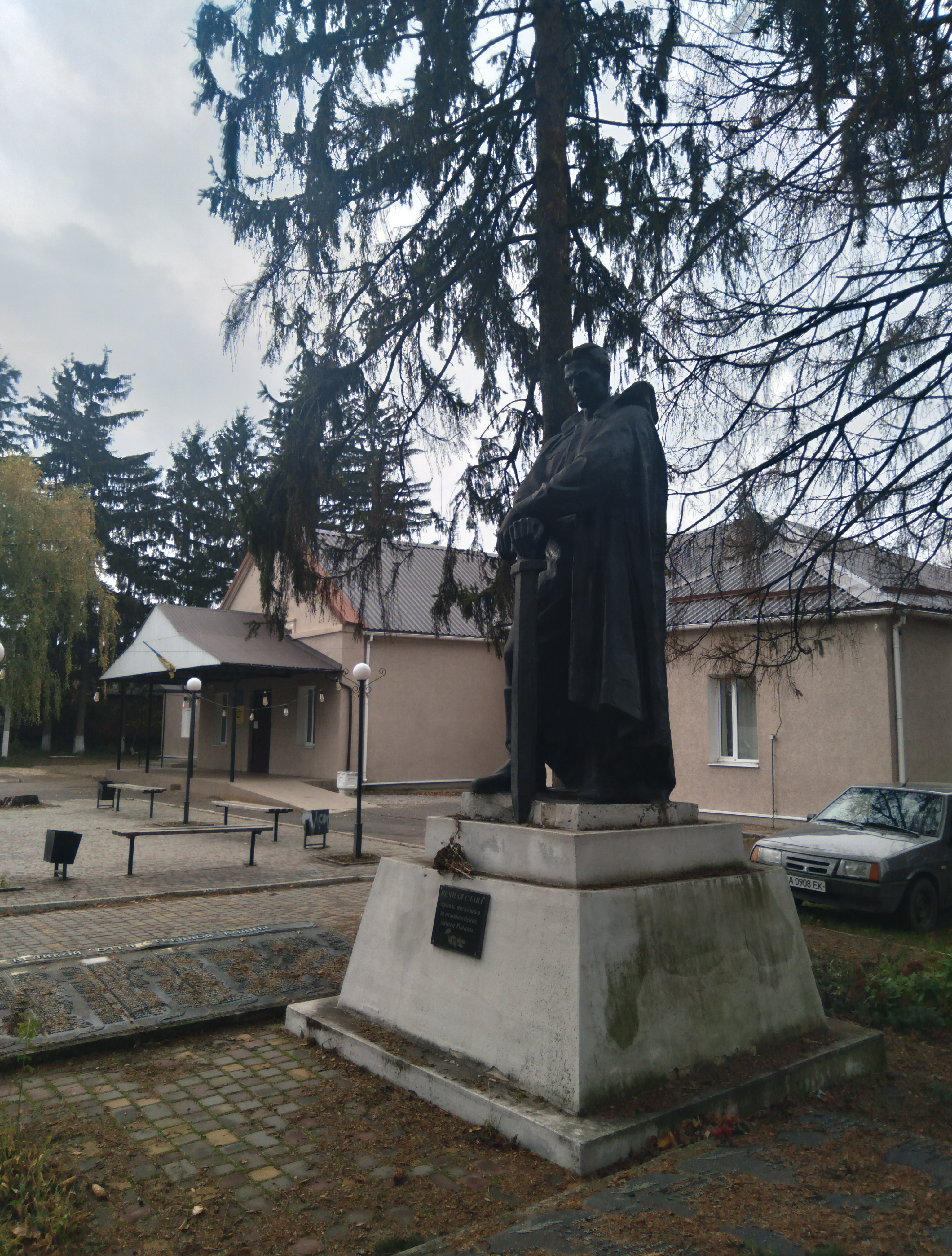
Пам'ятник українцям полеглим під час Другої світової війни на місці братської могили (поховано 283 воїна)

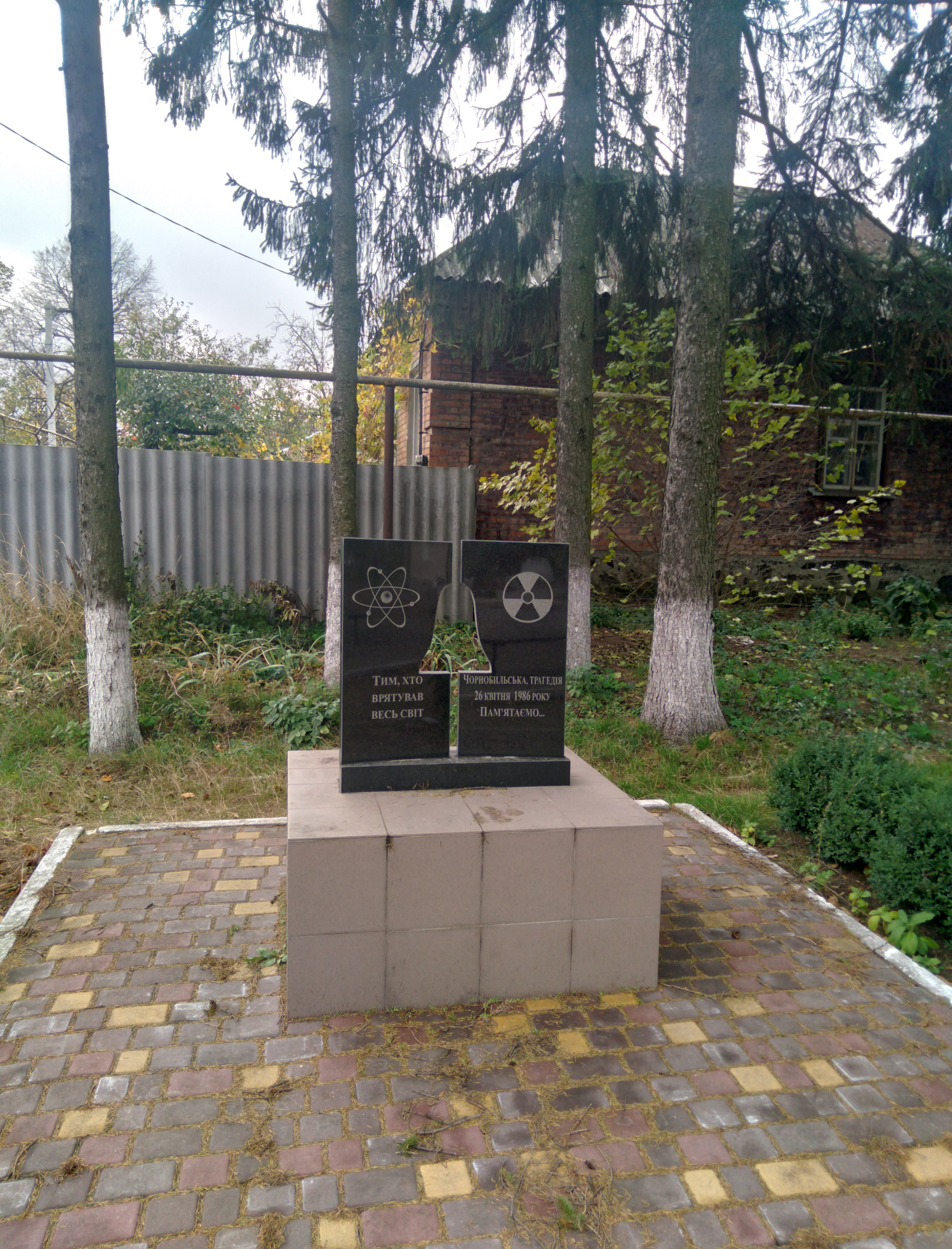
Пам'ятник ліквідаторам наслідків Чорнобильської катастрофи